# Raimundo Orsi
Raimundo Bibiani Orsi, apodado el Mumo Orsi (Avellaneda, Buenos Aires, 2 de diciembre de 1901-Santiago de Chile, 6 de abril de 1986) fue un futbolista argentino nacionalizado italiano. Jugaba de delantero y su primer equipo fue Independiente. Fue campeón y una de las máximas figuras del Mundial de Fútbol de 1934 con Italia y logró la medalla de plata en los Juegos Olímpicos de Ámsterdam 1928 con Argentina. Sus características principales eran habilidad, velocidad, características que le permitían eludir a los defensores rivales.

## Biografía
En el año 1920 debutó en Primera división jugando para Independiente. Junto a Canavery, Ravaschino, Lalín y Seoane formó una destacada delantera. En el club de Avellaneda, Orsi logró dos campeonatos de Primera División de Argentina y tres ediciones sucesivas de la Copa Competencia.
En 1928 marchó a Italia contratado por la Juventus donde obtuvo los mayores éxitos de su carrera futbolística y llegó a ser convocado a la selección italiana. Se unió al club a tiempo para la temporada 1928-29 y estuvo allí hasta 1935, ganando cinco Scudettos consecutivos entre 1931 y 1935. 
En su primera temporada confirmó sus dotes de artillero y convirtió 15 goles.
En las temporadas  1930/31 y 1931/32 Orsi convirtió 40 goles.
Finalizado su paso por el fútbol europeo, retornó a su tierra natal en 1935 y se reincorporó a Independiente. En 1936 jugó para Boca Juniors. En 1937 pasó a Platense y en 1938 jugó brevemente en Almagro. Finalizó su campaña en clubes extranjeros como Peñarol de Uruguay, Flamengo de Brasil y Santiago National de Chile, club en el que se retiró de la actividad.
Tras su retiro se desempeñó como entrenador de varios pequeños clubes argentinos, con los que obtuvo nuevos logros. Falleció el 6 de abril de 1986.
Cómo característica, tocaba el violín y lo hizo varias veces con Carlos Gardel.

### Selección nacional
Su debut internacional con Argentina fue el 10 de agosto de 1924 frente a Uruguay. En los siguientes 12 años, jugó 13 veces para Argentina y anotó 3 goles. Consiguió el Campeonato Sudamericano de 1927 y desempeñó un papel destacado en los Juegos Olímpicos de 1928. 

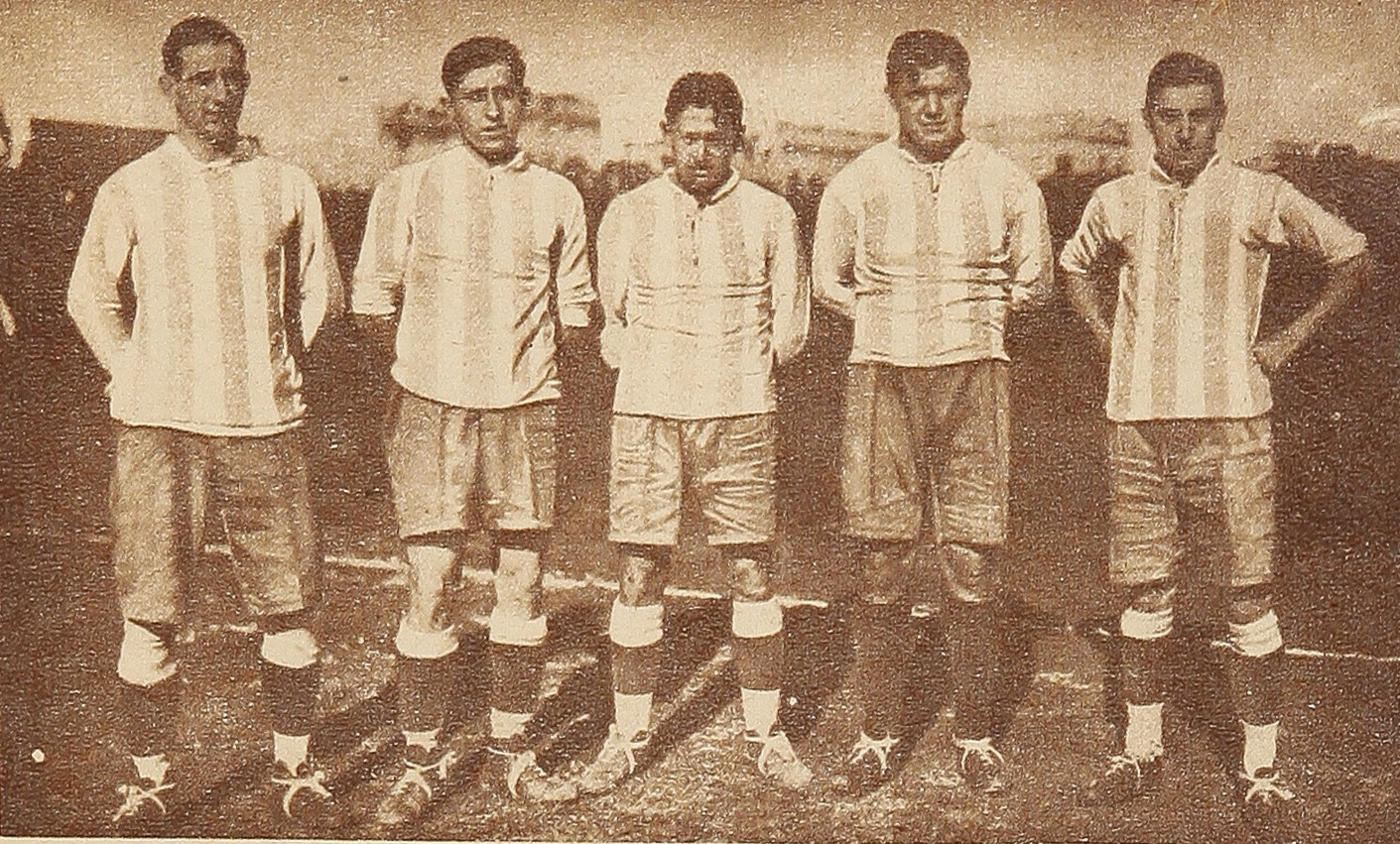
Delantera de la Selección Argentina. De izquierda a derecha: Carricaberry, Penella, Sosa, Seoane y Orsi

Posteriormente se nacionalizó italiano y jugó para la selección de ese país 35 partidos, convirtiéndose en el futbolista que más encuentros internacionales disputó para el equipo nacional de un país del cual no era nativo. Con la selección italiana obtuvo la Copa Mundial de Fútbol de 1934 disputada en ese país y dos Copas internacionales en 1930 y 1935.

## Participaciones en la Copa del Mundo
| Copa                           | Sede   | Resultado |
| ------------------------------ | ------ | --------- |
| Copa Mundial de Fútbol de 1934 | Italia | Campeón   |

## Participación en Copa América
| Copa              | Sede | Resultado | Partidos | Goles |
| ----------------- | ---- | --------- | -------- | ----- |
| Copa América 1927 | Perú | Campeón   | 1        | 0     |

## Clubes
| Club              | País      | Año         |
| ----------------- | --------- | ----------- |
| Independiente     | Argentina | 1919 - 1928 |
| Juventus          | Italia    | 1928 - 1935 |
| Independiente     | Argentina | 1935        |
| Boca Juniors      | Argentina | 1936        |
| Platense          | Argentina | 1937        |
| Almagro           | Argentina | 1938        |
| Peñarol           | Uruguay   | 1938        |
| Flamengo          | Brasil    | 1939        |
| Peñarol           | Uruguay   | 1940 - 1942 |
| Santiago National | Chile     | 1943        |

## Palmarés

### Campeonatos nacionales
| Título                        | Club          | País      | Año     |
| ----------------------------- | ------------- | --------- | ------- |
| Primera División de Argentina | Independiente | Argentina | 1922    |
| Copa de Competencia           | Independiente | Argentina | 1923    |
| Copa de Competencia           | Independiente | Argentina | 1924    |
| Copa de Competencia           | Independiente | Argentina | 1925    |
| Primera División de Argentina | Independiente | Argentina | 1926    |
| Serie A                       | Juventus      | Italia    | 1930-31 |
| Serie A                       | Juventus      | Italia    | 1931-32 |
| Serie A                       | Juventus      | Italia    | 1932-33 |
| Serie A                       | Juventus      | Italia    | 1933-34 |
| Serie A                       | Juventus      | Italia    | 1934-35 |
| Campeonato Uruguayo           | Peñarol       | Uruguay   | 1938    |
| Campeonato Carioca            | Flamengo      | Brasil    | 1939    |

### Copas internacionales
| Título                 | Equipo (*)             | País   | Año  |
| ---------------------- | ---------------------- | ------ | ---- |
| Copa América           | Selección de Argentina | Perú   | 1927 |
| Copa Dr.Gerö           | Selección de Italia    | Italia | 1930 |
| Copa Mundial de Fútbol | Selección de Italia    | Italia | 1934 |
| Copa Dr.Gerö           | Selección de Italia    | Italia | 1935 |

(*) Incluyendo la Selección